# 竹内正洋
竹内 正洋（たけうち まさひろ、1979年1月11日 - ）は、日本中央競馬会 (JRA) ・美浦トレーニングセンターに所属している調教師。元調教助手、元厩務員。

## 来歴
競馬ブックの記者、竹内康光を父に持ち騎手を目指して茨城県稲敷郡阿見町にある西山牧場の分場でアルバイトをしていたが、体が大きくなってしまったため騎手を諦め、北里大学の獣医学部を卒業後、2006年4月にJRA競馬学校厩務員課程に入学する。
2006年10月に美浦・国枝栄厩舎で厩務員となり、同年11月には美浦・矢野照正厩舎の調教助手となる。2014年2月に矢野が定年引退のため3月より国枝厩舎の先輩であった美浦・奥村武厩舎に調教助手として移る。
2014年12月、調教師試験に合格し、2015年3月に美浦で厩舎を開業する。2月で定年引退した鈴木康弘厩舎から2014年のアイビスサマーダッシュを制したセイコーライコウが転厩してきた。同年3月14日の初出走は中京8Rのブラックシェンロンが11着であった。初勝利は同年7月11日函館6Rのペイシャオトメで延62頭目の出走であった。
2017年7月24日、盛岡のアンバー賞でサーデュークが1着となり地方初勝利を挙げる。
2022年11月6日、東京3Rでアームブランシュが1着となり、現役150人目となるJRA100勝を達成した。
2024年3月16日、障害オープンながら、中山グランドジャンプの前哨戦であるペガサスジャンプSをビレッジイーグルが2022年より3連覇達成。
2024年9月1日、管理馬のシンリョクカで第60回新潟記念に勝利し、自身初の重賞制覇。起用した所属騎手の木幡初也にとっても初の重賞制覇となった。

## 調教師成績
|            | 日付          | 競馬場・開催   | 競走名          | 馬名               | 頭数 | 人気 | 着順 |
| ---------- | ------------- | -------------- | --------------- | ------------------ | ---- | ---- | ---- |
| 初出走     | 2015年3月14日 | 2回中京1日8R   | 4歳以上500万下  | ブラックシェンロン | 16頭 | 14   | 11着 |
| 初勝利     | 2015年7月11日 | 2回函館1日6R   | 2歳新馬         | ペイシャオトメ     | 8頭  | 7    | 1着  |
| 重賞初出走 | 2015年6月21日 | 1回函館2日目   | 函館スプリントS | セイコーライコウ   | 16頭 | 7    | 4着  |
| 重賞初勝利 | 2024年9月1日  | 3回 新潟 8日目 | 新潟記念        | シンリョクカ       | 11頭 | 8    | 1着  |
| GI初出走   | 2018年4月29日 | 3回京都4日目   | 天皇賞（春）    | トミケンスラーヴァ | 17頭 | 15   | 17着 |
| GI初勝利   |               |                |                 |                    |      |      |      |

## 主な管理馬
- セイコーライコウ（2015年2月末で引退した鈴木康弘厩舎より引継ぎ）
- ビレッジイーグル（2022年～2024年ペガサスジャンプS）
- シンリョクカ（2024年新潟記念）

## 主な厩舎所属者
- 木幡初也（2021.6.22‐。騎手）